# Cruz de los Caminos
Cruz de los Caminos es una localidad uruguaya, del departamento de Canelones, y forma parte del municipio canario de Pando. 

## Ubicación
La localidad se encuentra situada en la zona centro-sur del departamento de Canelones, entre los arroyos del Sauce y Pando y en el cruce de las rutas 7 y 82.

## Población
Según el censo de 2011, la localidad contaba con una población de 279 habitantes.
| 136           | 193 | 168 | 279 |
| (Fuente: INE) |     |     |     |